# I Walk on Guilded Splinters
I Walk on Guilded Splinters è un brano musicale di Dr. John inciso per il suo primo album Gris-Gris. Fra i suoi brani più celebri, è stato definito un  capolavoro trance da vampiro, una jam devastata dagli ululati maniacali del leader e avvolta in una ragnatela di vibrazioni funky, mediorientali e africane, che dal vivo si trasformava in rituali carnevaleschi reminescenti delle sfilate del Mardi Gras.
È stato reinterpretato da vari artisti, fra cui Humble Pie, Cher, Johnny Jenkins,  Paul Weller e Papa Mali.